# Troy (Caroline du Sud)
Pour les articles homonymes, voir Troy (homonymie).
Troy est une ville située dans le comté de Greenwood, dans l’État de Caroline du Sud, aux États-Unis. Lors du recensement de 2020, elle comptait 83 habitants.